# Distretto di Bajangol (Sėlėngė)
Il distretto di Bajangol  è uno dei sedici distretti (sum) in cui è suddivisa la provincia del Sėlėngė, in Mongolia. Conta una popolazione di 5.028 abitanti (censimento 2008).